# Sköns landskommun
Sköns landskommun var en tidigare kommun i Västernorrlands län. Kommunkod 1952–64 var 2261.

## Administrativ historik
Sköns landskommun inrättades den 1 januari 1863 i Sköns socken i Medelpad  när 1862 års kommunalförordningar trädde i kraft. Skönsmons municipalsamhälle inrättades 1884 och Gångvikens municipalsamhälle och Skönsbergs municipalsamhälle 21 september 1894. 1948 inkorporerades Skönsmons municipalsamhälle i Sundsvalls stad, och samtidigt ombildades den resterande landskommunen till Sköns köping. Samtidigt upplöstes municipalsamhällena..
Sköns köping uppgick 1965 i Sundsvalls stad som 1971 ombildades till Sundsvalls kommun.
Kommunvapen saknades

## Politik

### Mandatfördelning i Sköns landskommun 1938-1946
|  | 32 |  |  |  |  | 3 |

| 39 |

| 5 | 29 |  |  |  | 3 |

| 37 |

| 9 | 24 |  |  | 4 |  |

| 37 |

### Fotnoter
1. ↑  Per Andersson: Sveriges kommunindelning 1863–1993, Draking, Mjölby 1993, ISBN 91-87784-05-X, s. 90